# Adam Raga i Sans
Adam Raga i Sans   (Ulldecona, 6 d'abril de 1982) és un antic pilot de trial català que va guanyar 6 campionats del món de trial, quatre d'ells en modalitat indoor i dos a l'aire lliure. A banda, va guanyar 19 vegades el Trial de les Nacions i 8 el Trial de les Nacions Indoor com a membre de l'equip estatal, així com 6 vegades el campionat d'Espanya absolut i 3 l'indoor. El seu estil es caracteritzava per un pilotatge molt "aeri", avançant principalment amb la roda del darrere, tècnica particularment eficaç en trial indoor.
Adam Raga es va retirar definitivament de les competicions el 2 de febrer del 2025, a 42 anys, un cop acabat el Trial Indoor de Barcelona, on fou segon darrere de Toni Bou.

## Carrera esportiva
El seu pare, Josep Raga (gran afeccionat al trial), li comprà una motocicleta de 50 cc quan Adam tenia només dos anys i 10 mesos.
Adam Raga va començar a córrer curses en moto els caps de setmana a l'edat de sis anys, quan va córrer el seu primer trial al Desafiament Mecatecno de Martorelles (un dels motius pels quals és dels pocs pilots contemporanis que no prové del biketrial). Des d'aquell moment va anar competint amb èxit fins que el 1995 guanyà el Campionat de Catalunya de trial en categoria Cadet. Dos anys després, el 1997, guanyà el Campionat d'Espanya en categoria Júnior a quinze anys amb una moto de 250 cc, i aquell mateix any va guanyar la prova dels Tres Dies dels Cingles.

### Gas Gas (1998-2015)

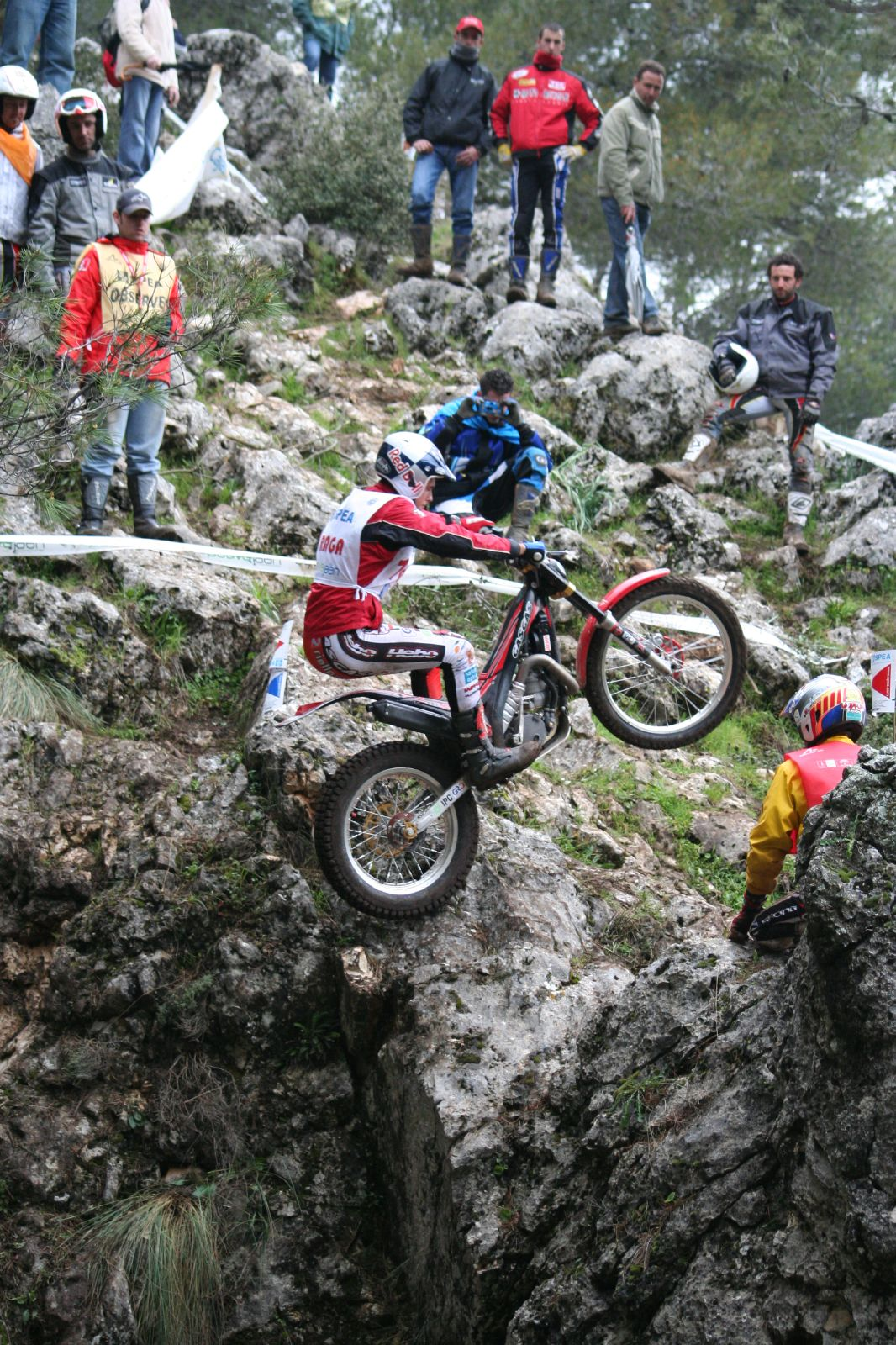
Raga amb la Gas Gas el 2007

El 1998, a 16 anys, el va fitxar el Team Andorra Gas Gas, dirigit pel multi-campió del món Jordi Tarrés. Des d'aquell moment, Tarrés guià la trajectòria esportiva de Raga i bona part de l'èxit d'aquest es deu a la tutela del mític multi-campió, de qui Raga ha dit en alguna ocasió: «Tothom sap que la nostra relació és com de pare i fill». Per tal de poder entrenar amb Tarrés i adquirir els seus grans coneixements, Raga es traslladà a viure al seu poble, Rellinars.
Ja com a pilot professional amb dedicació plena al trial, el 1999 en fou subcampió d'Europa i l'any següent Campió, a banda de guanyar el Campionat del Món de trial júnior. L'any 2001, formant part de la selecció estatal, guanyà el primer dels seus dinou Trial de les Nacions i el 2002 va obtenir la primera de les seves sis victòries al Trial Indoor de Barcelona –era el primer any que hi participava– i també el primer dels seus vuit Trial de les Nacions Indoor. Aquell any fou tercer al mundial de trial indoor i quart a l'outdoor.
L'any 2003 guanyà el seu primer Campionat del Món de trial indoor, acabant quart al Campionat outdoor. El 2004 repetí el títol indoor i acabà tercer a l'outdoor.
Els anys 2005 i 2006 aconseguí els seus millors resultats fins a l'actualitat, ja que guanyà els dos títols mundials en disputa (indoor i outdoor).
Tot i que l'any 2007 perdé els títols davant Toni Bou i no els va tornar a recuperar, va declarar sovint que seguia tan motivat com sempre per a reconquerir-los.

### TRRS (2015-2023)
El 14 de setembre de 2015 es va fer públic que havia fitxat per a les properes tres temporades per TRS Motorcycles, l'empresa creada recentment per Jordi Tarrés. Raga, que s'havia quedat sense equip arran de la fallida de Gas Gas, començaria a pilotar la nova TRS One en competició d'ençà d'aquella mateixa setmana. Amb la TRRS, Raga va guanyar sis edicions més del Trial de les Nacions entre el 2015 i el 2022 i el seu darrer Campionat d'Espanya el 2020.

### Sherco (2024-2025)
De cara al 2024, en no renovar-li TRRS el contracte per a aquella temporada, Raga va fitxar per Sherco. Amb la Sherco, Raga va formar part de la selecció estatal que va guanyar el Trial de les Nacions al setembre.
A finals de gener del 2025, Raga va anunciar que es retiraria definitivament de les competicions després de prendre part per darrera vegada al Trial Indoor de Barcelona, el 2 de febrer.
Un cop retirat, Raga continuà participant a títol personal en proves emblemàtiques, com ara als Tres Dies de Santigosa a l'abril, que guanyà, i als Sis Dies d'Escòcia al maig, on fou segon a només 3 punts del guanyador, Jack Peace.

## Palmarès
| Any          | Motocicleta  | C. del Món outdoor | C. del Món indoor | TDN outdoor | TDN indoor | C. d'Esp. outdoor | C. d'Esp. indoor | Títols |
| ------------ | ------------ | ------------------ | ----------------- | ----------- | ---------- | ----------------- | ---------------- | ------ |
| 1995         | ?            | -                  | -                 | -           | -          | -                 | -                | 1      |
| 1996         | ?            | -                  | -                 | -           | -          | -                 | -                | -      |
| 1997         | Gas Gas      | -                  | -                 | -           | -          | 1r (cat. Júnior)  | -                | 1      |
| 1998         | Gas Gas      | 29è                | -                 | -           | -          | 12è               | -                | -      |
| 1999         | Gas Gas      | 16è                | -                 | -           | -          | 6è                | -                | -      |
| 2000         | Gas Gas      | 9è                 | -                 | -           | -          | 9è                | -                | 2      |
| 2001         | Gas Gas      | 5è                 | 11è               | 1r          | -          | 4t                | 2n               | 1      |
| 2002         | Gas Gas      | 4t                 | 3r                | 2n          | 1r         | 2n                | 2n               | 1      |
| 2003         | Gas Gas      | 4t                 | 1r                | 2n          | 1r         | 5è                | 2n               | 2      |
| 2004         | Gas Gas      | 3r                 | 1r                | 1r          | 1r         | 1r                | 1r               | 5      |
| 2005         | Gas Gas      | 1r                 | 1r                | 1r          | 1r         | 1r                | 1r               | 6      |
| 2006         | Gas Gas      | 1r                 | 1r                | 1r          | 1r         | 2n                | 2n               | 4      |
| 2007         | Gas Gas      | 2n                 | 2n                | 1r          | 1r         | 1r                | 1r               | 4      |
| 2008         | Gas Gas      | 2n                 | 2n                | 1r          | 1r         | 1r                | 2n               | 3      |
| 2009         | Gas Gas      | 2n                 | 3r                | 1r          | -          | 7è                | 6è               | 1      |
| 2010         | Gas Gas      | 2n                 | 3r                | 1r          | -          | 1r                | 3r               | 2      |
| 2011         | Gas Gas      | 2n                 | 3r                | 1r          | -          | 4t                | 3r               | 1      |
| 2012         | Gas Gas      | 2n                 | 3r                | 1r          | -          | 2n                | 4t               | 1      |
| 2013         | Gas Gas      | 2n                 | 2n                | 1r          | -          | 2n                | 4t               | 1      |
| 2014         | Gas Gas      | 2n                 | 3r                | 1r          | -          | 4t                | -                | 1      |
| 2015         | Gas Gas/TRRS | 2n                 | 2n                | 1r          | -          | 2n                | -                | 1      |
| 2016         | TRRS         | 2n                 | 2n                | 1r          | -          | 2n                | -                | 1      |
| 2017         | TRRS         | 2n                 | 2n                | 1r          | -          | 2n                | -                | 1      |
| 2018         | TRRS         | 2n                 | 2n                |             | -          | 7è                | -                | -      |
| 2019         | TRRS         | 2n                 | 2n                | 1r          | -          | 3r                | -                | 1      |
| 2020         | TRRS         | 2n                 | 2n                | -           | -          | 1r                | -                | 1      |
| 2021         | TRRS         | 2n                 | 2n                | 1r          | -          | 4t                | -                | 1      |
| 2022         | TRRS         | 3r                 | 2n                | 1r          | -          | 2n                | -                | 1      |
| 2023         | TRRS         | 5è                 | 4t                |             | -          | 2n                | -                | -      |
| 2024         | Sherco       | 4t                 | 6è                | 1r          | -          | 3r                | -                | 1      |
| 2025         | Sherco       | -                  | 5è                |             | -          |                   | -                |        |
| Total títols | Total títols | 2                  | 4                 | 19          | 7          | 7                 | 3                | 42     |
|              |              | 6 mundials         | 6 mundials        | 26 tdn      | 26 tdn     | 10 estatals       | 10 estatals      |        |

Altres
1. ↑  Campió de Catalunya Cadet
2. ↑  Subcampió d'Europa
3. ↑  Campió del Món júnior i Campió d'Europa

Notes
1. 1 2  La classificació consignada a TDN fa referència a la posició final obtinguda per l'equip estatal
2. ↑  Al total de títols s'hi compten tots els campionats nacionals, estatals o internacionals guanyats, incloent-hi el TDN

## Resultats al Mundial de trial

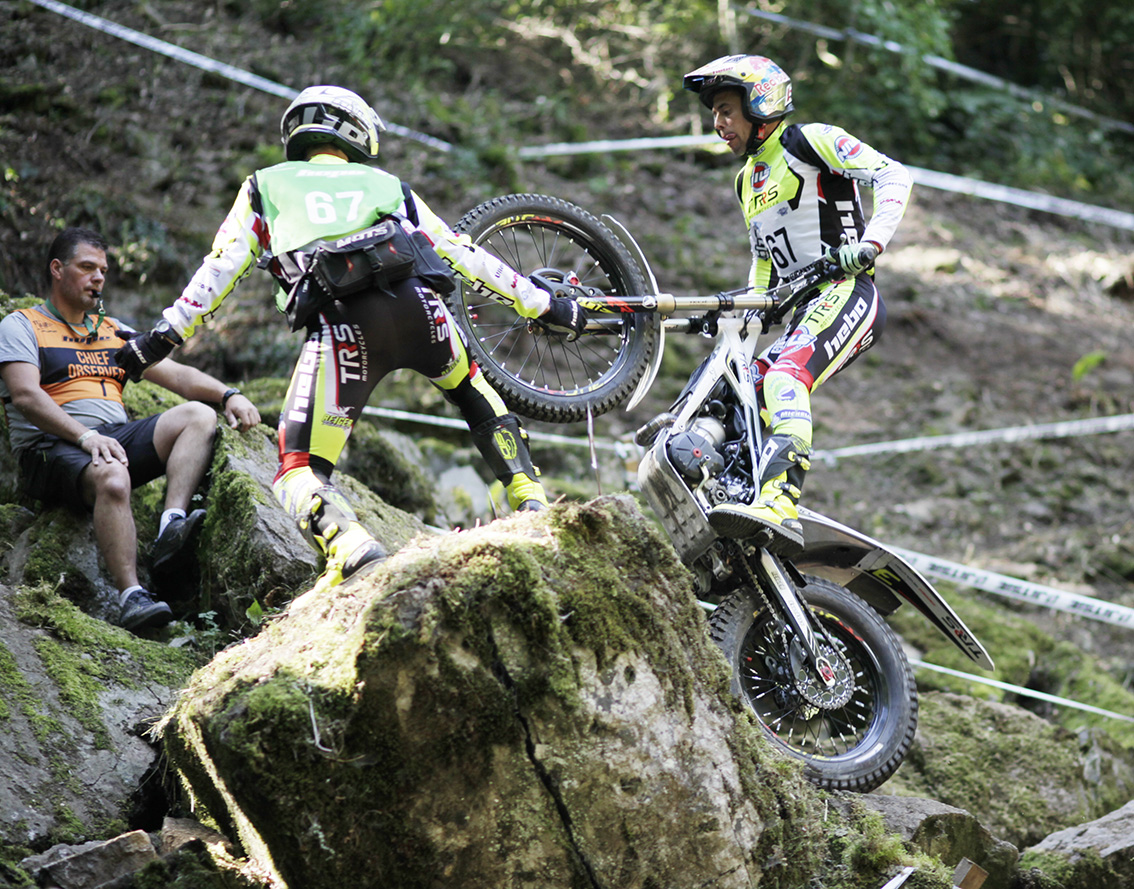
Adam Raga al trial de Bèlgica durant el mundial del 2018

Font:
A 1 de gener de 2018
| Any  | Equip   | 1     | 2     | 3     | 4     | 5     | 6     | 7     | 8     | 9     | 10    | 11    | 12    | 13    | 14    | 15    | 16    | 17    | 18    | Punts | Posició |
| ---- | ------- | ----- | ----- | ----- | ----- | ----- | ----- | ----- | ----- | ----- | ----- | ----- | ----- | ----- | ----- | ----- | ----- | ----- | ----- | ----- | ------- |
| 2005 | Gas Gas | POR 2 | SPA 1 | JAP 4 | JAP 4 | USA 4 | USA 4 | AND 1 | FRA 1 | FRA 1 | ITA 1 | ITA 4 | GBR 4 | GER 1 | GER 1 | BEL 1 |       |       |       | 255   | 1r      |
| 2006 | Gas Gas | SPA 2 | POR 2 | USA 1 | USA 1 | JPN 2 | JPN 2 | FRA 4 | ITA 5 | POL 2 | GBR 2 | AND 3 | BEL 1 |       |       |       |       |       |       | 201   | 1r      |
| 2007 | Gas Gas | SPA 2 | GUA 3 | GUA 2 | FRA 2 | JPN 2 | JPN 1 | ITA 2 | POL 2 | CZE 1 | GBR 2 | AND 2 |       |       |       |       |       |       |       | 191   | 2n      |
| 2008 | Gas Gas | IRL 2 | IRL 1 | USA 4 | USA 3 | JPN 2 | JPN 2 | FRA 1 | ITA 2 | CZE 1 | SWE 1 | POR 3 | ESP 2 |       |       |       |       |       |       | 208   | 2n      |
| 2009 | Gas Gas | IRL 1 | IRL 2 | POR 2 | GBR 2 | GBR 2 | JPN 3 | JPN 3 | ITA 1 | AND 2 | ESP 4 | FRA 1 |       |       |       |       |       |       |       | 188   | 2n      |
| 2010 | Gas Gas | ESP 2 | POR 3 | POR 3 | JPN 3 | JPN 1 | GBR 4 | GBR 4 | FRA 6 | RSM 2 | ITA 2 | CZE 1 |       |       |       |       |       |       |       | 172   | 2n      |
| 2011 | Gas Gas | GER 4 | FRA 1 | FRA 3 | ESP 2 | AND 3 | ITA 2 | GBR 1 | JPN 2 | JPN 1 | FRA 1 | FRA 2 |       |       |       |       |       |       |       | 191   | 2n      |
| 2012 | Gas Gas | FRA 1 | FRA 5 | AUS 2 | AUS 4 | JPN 6 | JPN 5 | ESP 3 | ESP 2 | AND 4 | AND 3 | ITA 4 | GBR 3 | GBR 2 |       |       |       |       |       | 187   | 2n      |
| 2013 | Gas Gas | JPN 2 | JPN 4 | USA 1 | USA 1 | AND 1 | AND 2 | ESP 2 | ITA 2 | CZE 1 | GBR 3 | GBR 2 | FRA 1 | FRA 3 |       |       |       |       |       | 228   | 2n      |
| 2014 | Gas Gas | AUS 4 | AUS 2 | JPN 1 | JPN 1 | EUR - | EUR 1 | ITA 2 | BEL 2 | GBR 2 | GBR 2 | FRA 1 | ESP 3 | ESP 2 |       |       |       |       |       | 210   | 2n      |
| 2015 | Gas Gas | JAP 3 | JAP 4 | CZE 2 | CZE 2 | SWE 4 | SWE 2 | GBR 2 | GBR 2 | FRA 2 | FRA 1 | AND 1 | AND 1 | USA 2 | USA 2 | POR 2 | POR 2 | ESP 1 | ESP 1 | 311   | 2n      |
| 2016 | TRRS    | SPA 3 | SPA 2 | JAP 1 | JAP 2 | GER 2 | GER 2 | AND 2 | AND 2 | FRA 3 | FRA 2 | BEL 2 | GBR 3 | GBR 2 | ITA 2 | ITA 2 |       |       |       | 252   | 2n      |
| 2017 | TRRS    | SPA 2 | JAP 5 | JAP 2 | AND 1 | FRA 2 | GBR 3 | USA 2 | USA 4 | CZE 1 | ITA 2 |       |       |       |       |       |       |       |       | 164   | 2n      |

1. ↑  Dades a partir del 2005